# Katalyzátor výfukových plynů

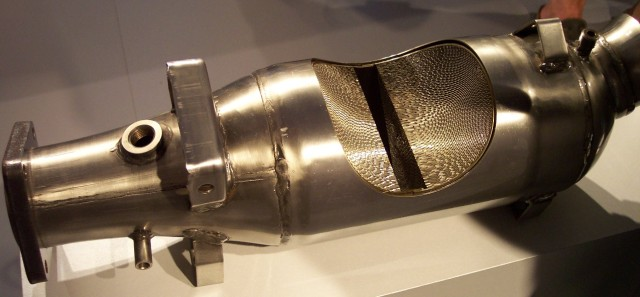
Průřez třícestným katalyzátorem s kovovým jádrem

Katalyzátor výfukových plynů (někdy též katalytický konvertor) snižuje množství škodlivin ve výfukových plynech tím, že katalyzuje redoxní reakce, které je převádějí na méně toxické látky.
Nejefektivnější trojcestné (zažitý chybný překlad anglického Three Way Catalyst (TWC) – správně trojčinné od tří činností, které provádí: oxidaci CO a nespálených uhlovodíků a redukci NOx) katalyzátory se používají u zážehových motorů, ovšem s nástupem platnosti přísnějších emisních norem (Euro 4 a vyšších) došlo k vývoji i pro vznětové motory v podobě systému selektivní katalytické redukce (využívající redukční katalyzátor) a recirkulace výfukových plynů (zpravidla využívající filtr pevných částic (diesel particulate filter), popř. i oxidační katalyzátor – Diesel Oxidation Catalyst (DOC) – obdoba historicky staršího, dvojčinného katalyzátoru zážehových motorů – pouze na oxidaci CO a nespálených uhlovodíků).

## Funkce
Katalyzátor se používá u zážehových motorů proto, že je prakticky nemožné nalézt složení směsi, která by poskytovala vysoký výkon, ale při jejím spálení by vznikalo nejméně škodlivin. Na nosiči (jemná struktura s velkým povrchem – plochou) z keramiky nebo oceli je tenká katalytická vrstva (platina – oxidační, rhodium – redukční), která při provozní teplotě (400 – 800 °C) umožní oxidaci CO a nespálených uhlovodíků na CO2 a H2O a redukci NOx na N2 a O2.
Součástí systému katalyzátoru je obvykle i kyslíková sonda (λ – lambda sonda, odvozeno od toho, že písmenem lambda bývá označován poměr množství paliva a vzduchu), která reaguje na složení spalin a je tak zpětnou vazbou pro řídicí jednotku, jak upravit poměr palivové směsi vstupující do motoru na optimální úroveň. Tím zamezuje detonacím příliš chudé směsi a poškození katalyzátoru a zároveň zvýšené produkci škodlivin v případě nedokonalého spalování palivové směsi příliš bohaté. Pro nejrychlejší náběh a udržení provozní teploty se katalyzátor umisťuje co nejblíže k motoru nebo se tepelně izoluje, jelikož při chladném katalyzátoru, pod jeho provozní teplotou, požadované reakce neprobíhají, a výfuk tak opouštějí plyny s vyšším obsahem škodlivin.

## Životnost
Katalyzátor je velmi citlivý na přítomnost olova a vniknutí benzínu (bohatá směs, ‚‚vynechávání‘‘ motoru, delší startování bez ‚‚naskočení‘‘ motoru, roztažení vozidla po nezdařených startech). Hořením nespálené směsi v katalyzátoru stoupne jeho teplota až nad 1000 °C a překročením 1400 °C dojde k jeho zničení (vyhoření). Předpokladem použití katalyzátoru bylo zavedení tzv. bezolovnatého benzínu, jelikož olovo obsažené v palivu by reagovalo s drahou katalytickou vrstvou, kterou by postupně znehodnotilo a nevratně vyřadilo z činnosti. Sloučeniny samo o sobě škodlivého olova se v minulosti používaly pro zvýšení tzv. oktanového čísla a mazacích schopností paliva.
Životnost katalyzátoru v novém voze se v návaznosti na americkou legislativní úpravu CleanAir odhaduje na 128 000 km.

## Rozdělení
Podle reakcí v katalyzátoru probíhajících se dělí na:
- Třícestné
- Oxidační
- Redukční

### Třícestný katalyzátor
Třícestný katalyzátor využívá na svou činnost výše uvedený fakt, že spaliny, které jsou produktem spalování při stechiometrickém poměru jsou pouze dočasně v nevyváženém stavu. Při své činnosti využívá přítomnost látky – katalyzátoru, který se během chemické reakce nemění, ale významně ovlivňuje její rychlost. Na svém katalytickém povrchu při dostatečné teplotě umožní vzájemnou reakci oxidantů NOx a redukčních činidel CHx a COO, které jsou ve vhodném poměru, aby vzájemně reagovaly za vzniku N2, H2O a CO2.
Třícestný katalyzátor se používá pro zážehové motory které splňují základní podmínky:
- Regulují se spoustou směsi a tedy pracují se součinitelem přebytku vzduchu λ = 1
- Pracují s homogenní směsí vytvořenou lehkoodpařitelným palivem, a tedy potřebný součinitel přebytku vzduchu je možné dodržet i na mikroúrovni.

Zároveň je nezbytnou podmínkou vybavení motoru lambda sondou. Při její nesprávné funkčnosti přestává být katalyzátor účinný a hrozí jeho úplné zničení.

### Oxidační katalyzátor
Oxidační katalyzátor se používá pro vznětové motory, které sice pracují s vysokým přebytkem vzduchu, ale při jejich mechanismu spalování dochází mikroskopicky ke spalování velmi bohaté směsi, protože kapičky rozprášeného paliva mohou být příliš velké.
Katalyzátor je určen na snížení množství škodlivin CHx a CO.
Při vysoké teplotě katalyzátoru dochází k dodatečnému spalování pevných částic ve výfukových plynech v přebytkovém kyslíku, který vždy obsahují. Spalováním se zmenšuje velikost částic, případně mikročástice shoří úplně .

### Redukční katalyzátor
Redukční katalyzátor se používá ke snížení emisí oxidů dusíku (NOx) u vznětových a zážehových motorů s přímým vstřikováním.